# Kontinuitätsgleichung
Eine Kontinuitätsgleichung ist eine bestimmte partielle Differentialgleichung, die zu einer Erhaltungsgröße (s. u.) gehört. Sie verknüpft die zeitliche Änderung {\displaystyle {\tfrac {\partial }{\partial t}}} der räumlichen Dichte {\displaystyle \rho (t,{\vec {x}})}, mit der diese Erhaltungsgröße an einem Punkt vorliegt, mit der räumlichen Änderung ihrer Stromdichte {\displaystyle {\vec {j}}}:
{\displaystyle {\frac {\partial \rho }{\partial t}}+{\vec {\nabla }}\cdot {\vec {j}}=0}
Zur mathematischen Definition von {\displaystyle {\vec {\nabla }}\cdot } siehe Divergenz eines Vektorfeldes.
Die Kontinuitätsgleichung tritt in allen Feldtheorien der Physik auf. Die erhaltenen Größen können sein:
- die Masse,
- die elektrische Ladung,
- die Energie,
- die Wahrscheinlichkeit und
- einige Teilchenzahlen (Leptonenzahl, Baryonenzahl).

Die Verallgemeinerung der Kontinuitätsgleichung auf physikalische Größen, die keine Erhaltungsgrößen sind, ist die Bilanzgleichung. In ihr tritt auf der rechten Seite der Gleichung ein zusätzlicher Quellterm auf.

## Kontinuitäts- und Transportgleichung
In der Theorie der partiellen Differentialgleichungen spricht man auch häufig von der Transportgleichung statt von der Kontinuitätsgleichung.
Sei
- {\displaystyle \Omega \subseteq \mathbb {R} ^{n}}, {\displaystyle {\vec {c}}\in \mathbb {R} ^{n}}, {\displaystyle (t,{\vec {x}})\in \mathbb {R} \times \Omega },
- {\displaystyle \rho \colon \mathbb {R} \times \Omega \to \mathbb {R} } und {\displaystyle \rho (t,{\vec {x}})} die gesuchte Funktion.

Weiter verwenden wird die Notation {\displaystyle \nabla _{x}\rho =(\rho _{x_{1}},\dots ,\rho _{x_{n}})} und {\displaystyle \partial _{t}\rho ={\tfrac {\partial }{\partial t}}\rho }.

### Kontinuitätsgleichung
Die partielle Differentialgleichung
{\displaystyle \partial _{t}\rho +\operatorname {div} {\vec {j}}=0}
wird (typischerweise in der Physik) Kontinuitätsgleichung genannt.

### Lineare Transportgleichung
Die partielle Differentialgleichung
{\displaystyle \partial _{t}\rho +{\vec {c}}\cdot \nabla _{x}\rho =0}
wird (typischerweise in der Mathematik) als lineare Transportgleichung bezeichnet.

#### Lösungsansatz für die Transportgleichung
Angenommen, wir kennen eine Lösung {\displaystyle \rho (t,{\vec {x}})}, dann parametrisieren wir diese mit {\displaystyle s\in \mathbb {R} } durch
{\displaystyle z(s):=\rho (t+s,{\vec {x}}+s{\vec {c}}).}
Nun berechnen wir die Ableitung der Parametrisierung
{\displaystyle z'(s)=\partial _{t}\rho (t+s,{\vec {x}}+s{\vec {c}})+{\vec {c}}\cdot \nabla _{x}\rho (t+s,{\vec {x}}+s{\vec {c}}).}
Dies ist gerade die linke Seite unserer partiellen Differentialgleichung und wir erhalten
{\displaystyle z'(s)=0\iff z(s){\text{ ist eine konstante Funktion}}.}
Daraus folgt, dass {\displaystyle \rho (t,{\vec {x}})} für ein beliebiger Punkt {\displaystyle (t,{\vec {x}})} konstant bleibt, wenn wir uns in die Richtung {\displaystyle (1,{\vec {c}})} bewegen, da {\displaystyle (t,{\vec {x}})+s(1,{\vec {c}})=(t+s,{\vec {x}}+s{\vec {c}})}.
In anderen Worten ausgedrückt, kennen wir einen Wert {\displaystyle \rho (t,{\vec {x}})}, welcher durch einen Anfangs- oder Randwert gegeben ist, so kennen wir auch die Werte auf dieser Linie und somit kennen wir die Werte für alle {\displaystyle \mathbb {R} \times \Omega }.
Alternative Argumentation: ein etwas direkterer Weg wäre die Gleichung umzuschreiben
{\displaystyle \partial _{t}\rho +{\vec {c}}\cdot \nabla _{x}\rho =(\partial _{t},\nabla _{x})\rho \cdot (1,{\vec {c}})=0,}
daraus folgt Orthogonalität zwischen dem Gradienten und dem Vektor
{\displaystyle (\partial _{t},\nabla _{x})\rho \perp (1,{\vec {c}})}
und somit liegt {\displaystyle (1,{\vec {c}})} parallel zu den Kurven, auf denen {\displaystyle u(t,{\vec {x}})} konstant ist.

### Inhomogene Gleichung
Da auf der rechten Seite der Gleichungen jeweils eine Null steht, spricht man vom homogenen Fall. Falls dort zusätzlich eine Funktion steht, also zum Beispiel
{\displaystyle \partial _{t}\rho +{\vec {c}}\cdot \nabla _{x}\rho =g,}
so spricht man von der inhomogenen Kontinuitätsgleichung respektive Transportgleichung.

## Zusammenhang mit einer Erhaltungsgröße
Die in einem Volumen V enthaltene „Ladung“ (das Volumenintegral über die Dichte) kann sich aufgrund der Kontinuitätsgleichung nur dadurch ändern, dass unausgeglichene Ströme aus der Oberfläche des Volumens hinausfließen. Demnach ändert sich die Gesamtladung für {\displaystyle V\to \infty } zeitlich nicht und ist eine Erhaltungsgröße, wenn keine (Netto-)Ströme durch die Oberfläche des betrachteten Volumens fließen.
Denn die zeitliche Änderung der Ladung {\displaystyle Q_{V}}, gegeben durch
{\displaystyle Q_{V}=\iiint _{V}\mathrm {d} ^{3}x\,\rho (t,{\vec {x}})}
in einem zeitlich unveränderlichen Volumen {\displaystyle V},
ist wegen der Kontinuitätsgleichung nach dem Integralsatz von Gauß
{\displaystyle {\frac {\mathrm {d} Q_{V}}{\mathrm {d} t}}=\iiint _{V}\mathrm {d} ^{3}x\,{\frac {\partial \rho }{\partial t}}=-\iiint _{V}\!\mathrm {d} ^{3}x\,{\vec {\nabla }}\cdot {\vec {j}}=-\oint _{\partial V}\,{\vec {j}}\;\cdot {\vec {n}}\,\mathrm {d} S\,,}
gleich dem Flächenintegral über die Randfläche {\displaystyle \partial V} des Volumens
über den Anteil der Stromdichte {\displaystyle {\vec {j}}}, der in Richtung der Flächennormalen {\displaystyle {\vec {n}}} nach außen fließt. Die Ladung im Volumen ändert sich nur, sofern
unausgeglichene Ströme in der angegebenen Weise durch die Randfläche fließen.

## Spezielle Kontinuitätsgleichungen

### Hydrodynamik
Verändert sich in der Hydrodynamik die Massendichte {\displaystyle \rho (t,{\vec {x}})}, weil die Flüssigkeit mit der Geschwindigkeit {\displaystyle {\vec {u}}={\tfrac {\mathrm {d} {\vec {x}}}{\mathrm {d} t}}} längs der Bahnkurven {\displaystyle {\vec {x}}(t)} strömt, so ist die zugehörige Stromdichte
{\displaystyle {\vec {j}}=\rho \,{\vec {u}}}
und die Kontinuitätsgleichung lautet
{\displaystyle {\begin{alignedat}{2}&{\frac {\partial \rho }{\partial t}}+{\vec {\nabla }}\cdot (\rho {\vec {u}})&&=0\\\Leftrightarrow &{\frac {\partial \rho }{\partial t}}+{\vec {\nabla }}\rho \cdot {\vec {u}}+\rho {\vec {\nabla }}\cdot {\vec {u}}&&=0\end{alignedat}}} (Begründung: Produktregel)
Für die zeitliche Änderung der Dichte bei einem Teilchen, das die Bahn {\displaystyle {\vec {x}}(t)} durchläuft, besagt dies:
{\displaystyle {\begin{alignedat}{2}&{\frac {\partial \rho }{\partial t}}+{\vec {\nabla }}\rho \cdot {\frac {\mathrm {d} {\vec {x}}}{\mathrm {d} t}}&&=-\rho \cdot {\vec {\nabla }}\cdot {\vec {u}}\\\Leftrightarrow &{\frac {\mathrm {d} }{\mathrm {d} t}}\rho (t,{\vec {x}}(t))&&=-\rho \cdot {\vec {\nabla }}\cdot \,{\vec {u}}\end{alignedat}}} (Begründung: totales Differential).
Entlang einer Trajektorie ändert sich also die Dichte mit der Divergenz der Strömung {\displaystyle {\vec {u}}.}
Die Strömung ist inkompressibel, wenn die Dichte entlang einer Trajektorie konstant bleibt:
{\displaystyle {\frac {\mathrm {d} }{\mathrm {d} t}}\rho (t,{\vec {x}}(t))=0}
Daraus folgt, dass in diesem Fall die Divergenz der Strömung Null ist:
{\displaystyle \Rightarrow {\vec {\nabla }}\cdot {\vec {u}}={\frac {\partial u}{\partial x}}+{\frac {\partial v}{\partial y}}+{\frac {\partial w}{\partial z}}=0}

### Elektrodynamik
In der Elektrodynamik ergibt sich die Kontinuitätsgleichung für die elektrische Ladungsdichte {\displaystyle \rho } und die elektrische Stromdichte {\displaystyle {\vec {j}}} mithilfe der Identität {\displaystyle {\vec {\nabla }}\cdot {\vec {\nabla }}\times \dots =0} und den beiden inhomogenen Maxwellgleichungen
{\displaystyle 0\ \ {\stackrel {\operatorname {div} \ \operatorname {rot} \ =\ 0}{=}}\ \ {\vec {\nabla }}\cdot \left({\vec {\nabla }}\times {\vec {H}}\right)\ \ {\stackrel {\text{Maxwell}}{=}}\ \ {\vec {\nabla }}\cdot \left({\frac {\partial }{\partial t}}{\vec {D}}+{\vec {j}}\right)={\frac {\partial }{\partial t}}{\vec {\nabla }}\cdot {\vec {D}}+{\vec {\nabla }}\cdot {\vec {j}}={\frac {\partial \rho }{\partial t}}+{\vec {\nabla }}\cdot {\vec {j}}\ ,}
d. h., es folgt mit der anderen inhomogenen Maxwell-Gleichung
{\displaystyle {\frac {\partial \rho }{\partial t}}+{\vec {\nabla }}\cdot {\vec {j}}=0\ .}
In Halbleitern beschreibt die Verletzung der Kontinuitätsgleichung
{\displaystyle {\frac {\partial \rho }{\partial t}}+{\vec {\nabla }}\cdot {\vec {j}}=-r+g}
die Änderung der Raumladungsdichte {\displaystyle \rho } durch die Rekombinationsrate pro Volumen, {\displaystyle r}, und die Generationsrate {\displaystyle g}.
Aus den Maxwellgleichungen der Elektrodynamik folgt
(in CGS-Einheiten) für die Energiedichte
{\displaystyle u={\frac {1}{8\pi }}\left({\vec {E}}^{2}+{\vec {B}}^{2}\right)}
und die Energiestromdichte (auch Poynting-Vektor)
{\displaystyle {\vec {S}}={\frac {c}{4\pi }}\left({\vec {E}}\times {\vec {H}}\right)}
nahezu eine Kontinuitätsgleichung:
{\displaystyle {\frac {\partial u}{\partial t}}+{\vec {\nabla }}\cdot {\vec {S}}=-{\vec {j}}\cdot {\vec {E}}\,.}
Die Kontinuitätsgleichung für die Energie im elektromagnetischen Feld ist dort erfüllt, wo die elektrische Stromdichte {\displaystyle {\vec {j}}} verschwindet, beispielsweise im Vakuum. Dort kann sich Energiedichte nur durch Energieströme ändern. Wo die elektrische Stromdichte {\displaystyle {\vec {j}}} nicht verschwindet, leistet das elektrische Feld {\displaystyle {\vec {E}}} Arbeit und tauscht Energie mit den Ladungsträgern aus.
Die Kontinuitätsgleichung für die elektromagnetische Feldenergie ist der Satz von Poynting.
In der relativistischen Formulierung der Elektrodynamik mit Minkowski-Vektoren fasst man cρ und  j  zu einem Vierervektor zusammen {\displaystyle (j^{\alpha })=(c\rho ,j_{x},j_{y},j_{z})\,,}. Wie oben, folgt aus den Maxwellgleichungen, dass dessen Viererdivergenz verschwindet {\displaystyle \partial _{\alpha }j^{\alpha }={\frac {c\partial \rho }{c\partial t}}+{\frac {\partial j_{x}}{\partial x}}+{\frac {\partial j_{y}}{\partial y}}+{\frac {\partial j_{z}}{\partial z}}=0\,.} Diese Formulierung ist unabhängig von der gewählten Minkowski-Signatur, äquivalent zur Kontinuitätsgleichung und kann auf relativistische Feldtheorien verallgemeinert werden.

### Quantenmechanik
In der nichtrelativistischen Quantenmechanik wird der Zustand eines Teilchens, etwa eines einzelnen Elektrons, durch eine Wellenfunktion {\displaystyle \Psi ({\vec {x}},t)} beschrieben.
Das Betragsquadrat
{\displaystyle \rho ({\vec {x}},t)=|\Psi ({\vec {x}},t)|^{2}}
gibt die Wahrscheinlichkeitsdichte dafür an, ein Teilchen zur Zeit {\displaystyle t} am Ort {\displaystyle {\vec {x}}} vorzufinden. Mit der zugehörigen Wahrscheinlichkeitsstromdichte
{\displaystyle {\vec {j}}=-{\frac {i\hbar }{2m}}(\Psi ^{*}{\vec {\nabla }}\Psi -\Psi {\vec {\nabla }}\Psi ^{*})}
gilt ohne äußeres Magnetfeld als Folge der Schrödingergleichung die Kontinuitätsgleichung
{\displaystyle {\frac {\partial }{\partial t}}\rho +{\vec {\nabla }}\cdot {\vec {j}}=0\,}.
Ist ein äußeres Magnetfeld vorhanden, muss auf die Pauli-Gleichung zurückgegriffen werden und es ergibt sich
{\displaystyle {\vec {j}}=-{\frac {i\hbar }{2m}}(\Psi ^{\dagger }{\vec {\nabla }}\Psi -({\vec {\nabla }}\Psi ^{\dagger })\Psi )-{\frac {q}{m}}{\vec {A}}\Psi ^{\dagger }\Psi +{\frac {\hbar }{2m}}{\vec {\nabla }}\times (\Psi ^{\dagger }{\vec {\sigma }}\Psi )}
wobei {\displaystyle \sigma } für die Pauli-Matrizen stehen. Der letzte Term verschwindet zwar bei der Divergenzbildung und ist nicht direkt aus der Pauli-Gleichung ableitbar, ergibt sich aber aus dem nichtrelativistischen Grenzfall der Dirac-Gleichung.
Im Rahmen der relativistischen Quantenmechanik gehorchen Teilchen der Klein-Gordon-Gleichung (für Skalarbosonen) beziehungsweise der Dirac-Gleichung (für Fermionen). Da die Gleichungen der Speziellen Relativitätstheorie gehorchen, können die Kontinuitätsgleichungen für diese Fälle in manifest kovarianter Form
{\displaystyle \partial _{\mu }j^{\mu }=\partial _{t}\rho +{\vec {\nabla }}\cdot {\vec {j}}=0}
geschrieben werden und es ergibt sich
{\displaystyle j_{\text{KG}}^{\mu }=\mathrm {i} \left(\phi ^{*}\partial ^{\mu }\phi -\phi \partial ^{\mu }\phi ^{*}\right)}
{\displaystyle j_{\text{Dirac}}^{\mu }=\psi ^{\dagger }\gamma ^{0}\gamma ^{\mu }\psi }
wobei {\displaystyle \phi } beziehungsweise {\displaystyle \psi } für die skalare bosonische/vektorwertige fermionische Wellenfunktion stehen und {\displaystyle \gamma } die Dirac-Matrizen sind.
Im Rahmen der Klein-Gordon-Kontinuitätsgleichung kann – im Gegensatz zum nichtrelativistischen oder fermionen Fall – die Größe {\displaystyle j^{0}={\frac {1}{c}}\mathrm {i} \left(\phi ^{*}\partial _{t}\phi -\phi \partial _{t}\phi ^{*}\right)} nicht als Wahrscheinlichkeitsdichte gedeutet werden, da diese Größe nicht positiv semidefinit ist.

## Weitere Anwendungen: Allgemeine Erhaltungsgrößen
Man erkennt an der Analogie zum „elektrischen“ Fall, dass Kontinuitätsgleichungen immer dann gelten müssen, wenn eine ladungsartige Größe und eine stromartige Größe wie oben angegeben zusammenhängen. Als weiteres konkretes Beispiel könnte man etwa den in der
Thermodynamik wichtigen Wärmestrom angeben. Die „Ladungsdichte“ muss bei Integration über den Gesamtraum eine Erhaltungsgröße ergeben, z. B. die elektrische Gesamtladung, bzw. – im Falle der Quantenmechanik – die Gesamtwahrscheinlichkeit, 1, oder im dritten Fall, die gesamte zugeführte Wärme, bei Systemen, deren Wärmeinhalt als „erhalten“ angesehen werden kann (z. B. Wärmediffusion).
In der Strömungsmechanik folgt aus der Kontinuitätsgleichung das Kontinuitätsgesetz für (inkompressible) Fluide.